# Regaty o Puchar Ameryki

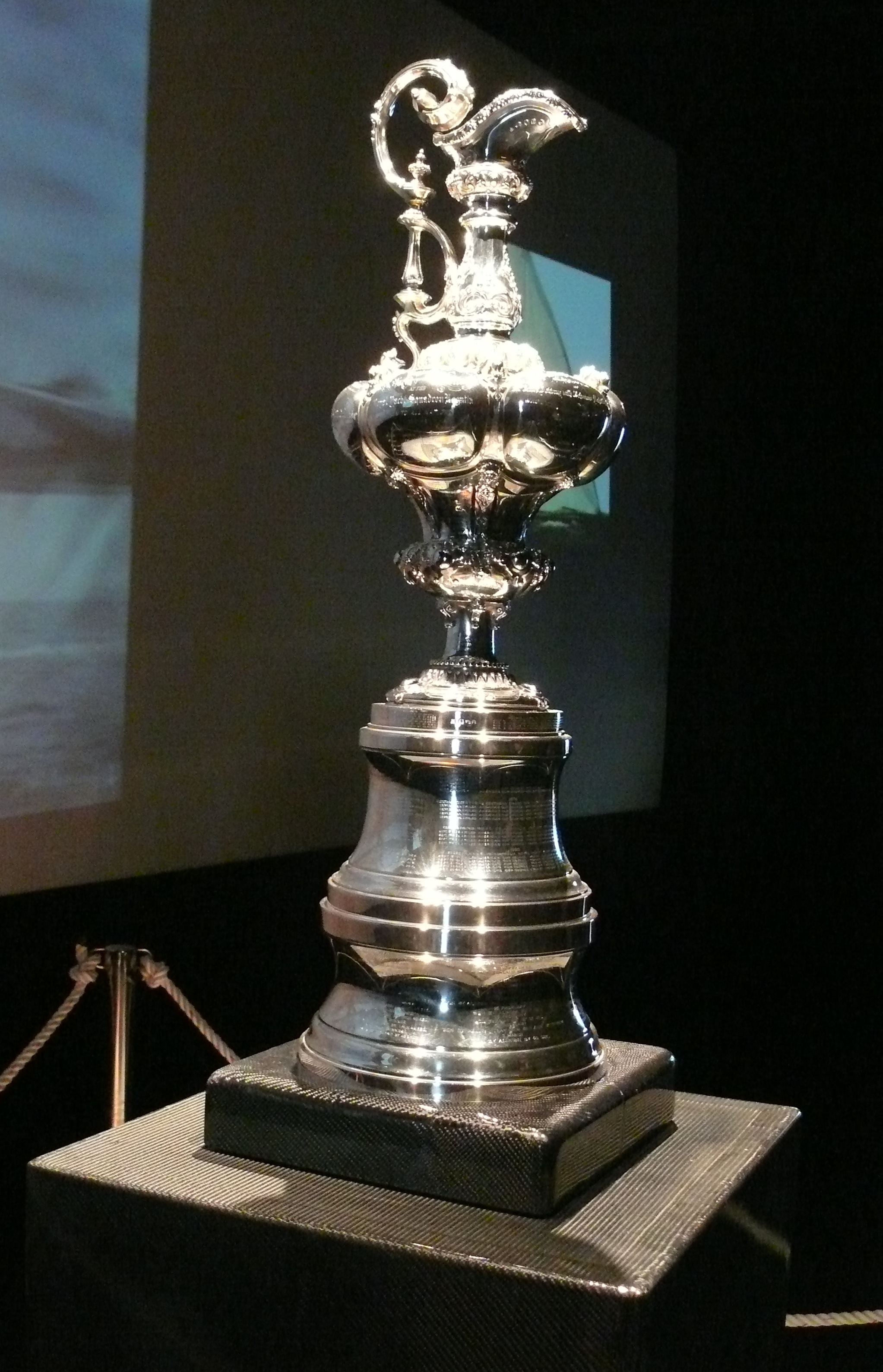
Puchar Ameryki – posrebrzany dzbanek wykonany w 1848 roku przez przedsiębiorstwo jubilerskie Garrard & Co.

Regaty o Puchar Ameryki (ang. America’s Cup) – międzynarodowe regaty żeglarskie jachtów pełnomorskich, rozgrywane od 1851 r. Historię regat zapoczątkowało zwycięstwo amerykańskiego jachtu America podczas regat wokół wyspy Wight rozegranych 22 sierpnia 1851 r. Jedyną nagrodą w regatach jest przechodni puchar (ważący około 3 kg) ufundowany przez Royal Yacht Squadron w 1851 roku. Pierwsze regaty, w których próbowano odebrać ten puchar miały miejsce w 1870 roku. Sam puchar nazywany bywa niekiedy Świętym Graalem lub żartobliwie Starym Dzbankiem (ang. Auld Mug).

## Zasady
Od 1882 roku są to regaty match racingowe, czyli rozgrywane tylko pomiędzy dwoma jachtami, natomiast od 1930 roku jachty startujące w regatach muszą posiadać jednakowy rating, w związku z tym nie ma potrzeby przeliczania czasów – jacht, który pierwszy przekracza linię mety, zwycięża bieg. Od 1992 wszystkie jachty należą do klasy IACC. W 2013 roku decyzją obrońcy pucharu regaty rozegrane zostały na katamaranach klasy AC72, w 2017 katamaranach AC50 a w roku 2021 na jednostkach AC75.
W regatach biorą udział reprezentacje poszczególnych jachtklubów, nie zaś reprezentacje narodowe. Jachtklub, który jest aktualnym posiadaczem Pucharu wystawia drużynę, broniącą trofeum. Wyzwanie obrońcom pucharu może rzucić każdy jachtklub. Jeśli chęć odebrania pucharu zgłosi więcej niż jeden syndykat, jachty pretendentów rozgrywają między sobą regaty eliminacyjne. Dzieje się tak od 1983 roku. Od 1993 roku nagrodą dla zwycięzcy wśród pretendentów do Pucharu Ameryki jest Louis Vuitton Cup. Od 2021 pretendent wyłaniany jest w regatach Prada Cup.
Regaty odbywają się na akwenie wyznaczonym przez obrońcę (zazwyczaj znajduje się on w pobliżu siedziby jachtklubu).
Od 1995 roku regaty o Puchar Ameryki rozgrywało się w systemie „best of nine”. Oznaczało to, że zwycięzcą regat zostawała ta załoga, która jako pierwsza wygrała pięć biegów.
W 2010 roku zmieniono zasady. Zwycięzcą miała zostać załoga, która wygra 2 wyścigi.
W 2013 nastąpiła kolejna zmiana – aby zdobyć puchar załoga musiała zdobyć 9 punktów, otrzymując po jednym punkcie za każdy wygrany wyścig.
Wszystkie zasady regat są uregulowane prawnie przez odpowiednie przepisy, a protesty są rozstrzygane natychmiast po ich zgłoszeniu. Nie ma możliwości dochodzenia swoich praw po zakończeniu zawodów.

## Historia

### Regaty wokół wyspy Wight

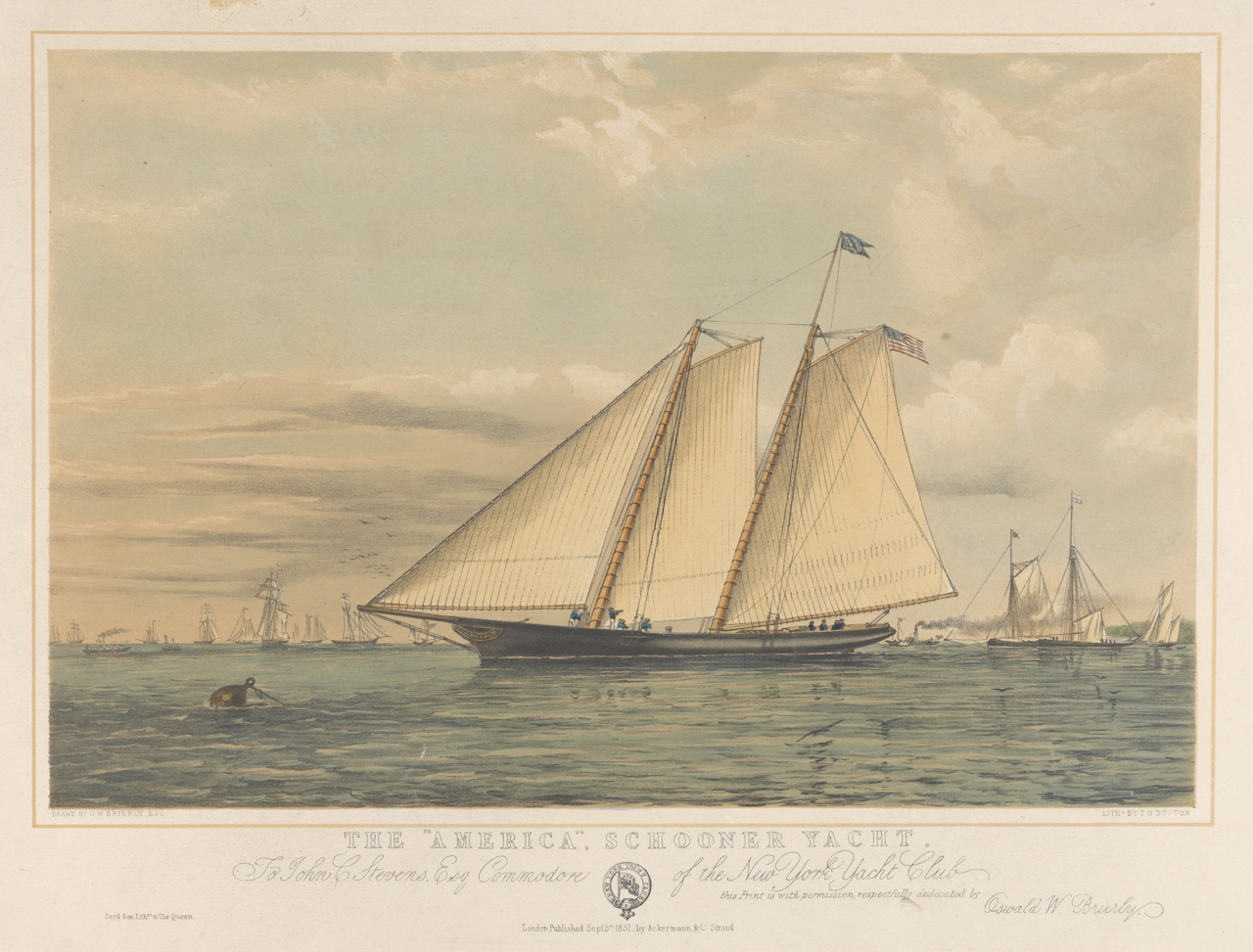
Szkuner „America” – zwycięzca regat wokół wyspy Wight, od którego puchar nosi swoją nazwę

W 1851 roku w Londynie odbywała się pierwsza Wystawa Światowa. Jedną z imprez towarzyszących wystawie była seria regat wokół wyspy Wight w dniach 18 sierpnia – 22 sierpnia. Na wystawę przybył z Nowego Jorku szkuner America, z Johnem Stevensem, komandorem New York Yacht Club (NYYC), na pokładzie. Stevens rzucił brytyjskim regatowcom wyzwanie, na które początkowo nikt nie odpowiedział. Dopiero po uszczypliwym artykule w prasie klub Royal Yacht Squadron (RYS) podniósł rękawicę i zaprosił jacht America do regat wokół wyspy Wight.
Był to jeden z kilku rozegranych w tych dniach wyścigów, jednak tylko ten bieg określono jako „Otwarty dla jachtów należących do klubów wszystkich narodów” (Open to Yachts belonging to the Clubs of all Nations). W ten sposób odbyły się pierwsze w historii oficjalne regaty międzynarodowe. Nagrodę w wyścigu stanowił jeden z kilku srebrnych dzbanków – pucharów, kupionych u londyńskiego jubilera Roberta Garrarda.
Przed wyścigiem, z racji braku znajomości miejscowych warunków, do 13 amerykańskich załogantów dołączyło kilku Brytyjczyków, w tym pilot.

#### Przebieg wyścigu
Jachty startujące w biegu były bardzo zróżnicowane, zarówno pod względem wielkości, jak i typów ożaglowania. Na starcie, w pobliżu Cowes, ustawiono jednostki w dwóch rzędach – w jednym kutry, a w drugim szkunery. O 0950 rozległ się pierwszy wystrzał armatni i jachty zaczęły stawiać żagle oraz wybierać łańcuchy kotwiczne (start w ówczesnych regatach nie był lotny jak dziś, lecz odbywał się z kotwicy). O 1000 rozległ się kolejny strzał i jachty wyrwały kotwice. Wskutek kłopotów z łańcuchem America ruszyła jako ostatnia.
Poza jachtami zgłoszonymi do wyścigu płynęło jeszcze około 100 jednostek z widzami, a wśród nich jacht królewski z królową Wiktorią na pokładzie. Na trasie stopniowo wzmagał się wiatr, co sprawiło, że szkunery, w tym America, wyszły na prowadzenie. W pobliżu latarniowca Nab Light, który znajdował się około 1,5 mili od wschodniego wybrzeża wyspy Wight, America był już drugi (prowadził kuter Voltane o 48 tonach wyporności). Latarniowiec zwyczajowo okrążano po stronie wschodniej, jednak America (a za nią część innych jachtów) przepłynęła między Nab Light a lądem, co sprawiło, że Amerykanie wyszli na prowadzenie.
Pomyłka była najprawdopodobniej wynikiem niedostarczenia załodze szkunera America dokładnej instrukcji żeglugi, podczas gdy pilot uznał, że jego jedynym zadaniem jest dbanie o bezpieczeństwo, a nie przestrzeganie zwyczajowej trasy. Mimo tego skrótu przez długi czas prowadził niezgłoszony do regat kuter Wildfire. America wyprzedziła go dopiero na zachodnim skraju wyspy – przy skałach The Needles.
Na tej trasie jacht America zaczęły także doganiać jachty brytyjskie, które opłynęły Nab Light. Około 1500 doganiający Amerykanów Arrow wszedł na mieliznę. W związku z tym płynący na trzeciej pozycji Alarm pozostał, aby udzielić mu pomocy. W chwilę później Volante stracił bukszpryt. Amerykanie minęli The Needles około 1745, mając do mety 13,5 mili i przewagę około 7,5 mili nad kutrem Aurora (wyporność 47 ton) i 8,5 mili nad kolejnym jachtem Freak. W tym czasie kutry zaczęły odrabiać straty. W cieśninie Solent Amerykanom pomógł pilot, udzielając im informacji na temat prądów pływowych. Mimo to na mecie, którą America przekroczyła o 2037, przewaga nad Aurorą wynosiła zaledwie kilkanaście minut. Wyścig ukończyły jeszcze 2 inne jachty. Po zakończeniu regat brytyjskie załogi złożyły protest z powodu skrócenia przez Amerykanów trasy regat. Jednak na prośbę Royal Yacht Squadron, protest wycofano i puchar pojechał do Nowego Jorku.
W 1857 roku właściciele jachtu America przekazali puchar NYYC, zaznaczając w akcie darowizny (Deed of Gift), że jest to puchar przechodni i wyzwanie posiadaczowi pucharu może rzucić każdy jachtklub. Od tego momentu trofeum zaczęto nazywać „Pucharem Ameryki”.

### Czasy szkunerów
Pomimo że przegrana w 1851r. została odebrana przez brytyjskich żeglarzy jako skaza na honorze, kolejne regaty rozegrano dopiero w 1870 roku. Wynikało to przede wszystkim z toczącej się w USA wojny secesyjnej. Osobą, która rzuciła wyzwanie był James Ashbury – brytyjski milioner, który zbił fortunę na kolejnictwie. Prawdopodobnie główną motywacją była dla niego chęć zdobycia szlachectwa. Pomimo olbrzymiej fortuny i członkostwa w 12 jachtklubach, Ashbury nie został, jako syn kołodzieja z Manchesteru, przyjęty do najbardziej prestiżowego Royal Yacht Squadron. Negocjacje pomiędzy NYYC a Royal Thames Yacht Club, z ramienia którego J. Ashbury postanowił startować, trwały aż dwa lata. Ostatecznie ustalono, że wyścig odbędzie się na tradycyjnej trasie regat NYYC, która liczyła ponad 35 mil. Wyścig rozegrano 8 sierpnia. Przeciw brytyjskiemu szkunerowi Cambria wystawiono aż 17 jachtów, wśród których była przebudowana America. Zwyciężył amerykański szkuner mieczowy Magic, Cambria dopłynęła jako ósma (po przeliczeniu zajęła miejsce dziesiąte), natomiast historyczna „America” była czwarta.
Pomimo porażki Ashbury nie poddał się. Już w rok później, w 1871, rzucił Amerykanom wyzwanie na nowym jachcie Livonia. Po długich rozmowach, ustalono nowe zasady. Pucharu broniły cztery jachty: Columbia, Sappho, Dauntless i Palmer, a o wyniku miały zadecydować cztery zwycięstwa (reguła best of seven). Pierwszy wyścig miał miejsce 16 października. Zwycięzcą okazała się Columbia. W kolejnym biegu, 18 października, ponownie zwyciężyła Columbia, jednak Asbury złożył protest, ponieważ nie podano dokładnej instrukcji żeglugi, co spowodowało mijanie znaku z różnych stron i nieomal doprowadziło do kolizji. Protest ten Amerykanie odrzucili. Dwa kolejne biegi zwyciężył Sappho. W tym momencie NYYC uznał, że zwyciężył całe regaty (cztery zwycięstwa jego jachtów), podczas gdy Brytyjczycy twierdzili, że stan rywalizacji to Columbia – 2, Sappho – 2, Livonia – 0, zatem nikt nie odniósł jeszcze czterech zwycięstw. Livonia jeszcze dwa razy stawała samotnie do biegu, po czym Ashbury uznał, że to on jest zwycięzcą regat. Mimo to NYYC nigdy nie uznał jego roszczeń. Do dziś są to jedne z najbardziej kontrowersyjnych regat w całej historii pucharu.
Zrażeni postawą NYYC Brytyjczycy postanowili nie startować w walce o puchar. Regaty uratowało zgłoszenie się w 1876 kanadyjskiego jachtu Countess of Dufferin, reprezentującego Royal Canadian Yacht Club. Pomimo że walka z wystawioną przez NYYC Madeleine była jednostronna i zakończyła się zwycięstwem Amerykanów 2:0, tradycja regat została podtrzymana. Była to również ostatnia edycja Pucharu Ameryki, w której startowały szkunery.

### Czasy kutrów

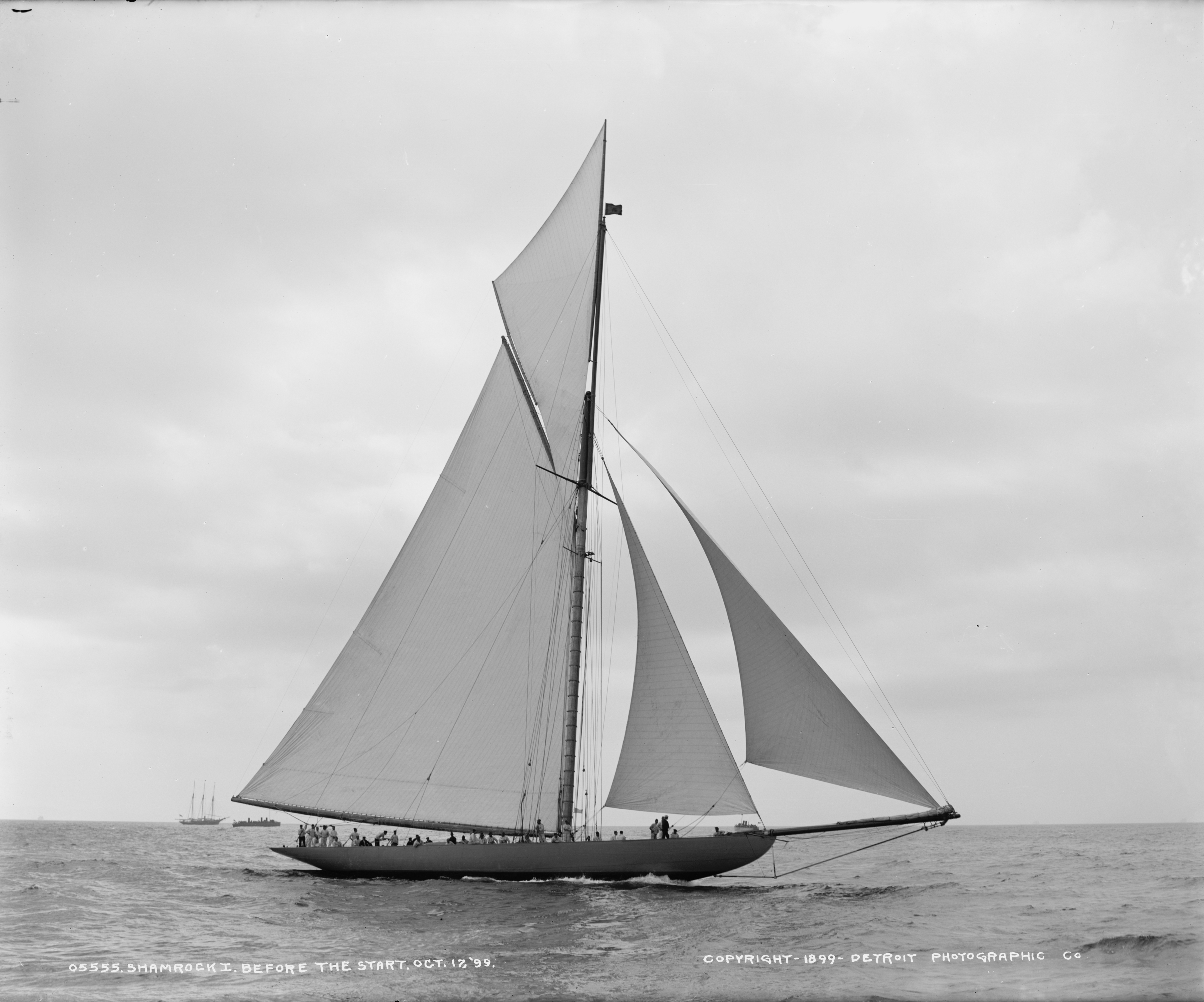
Shamrock I – challenger z 1899 roku

W 1881 wyzwanie żeglarzom z NYYC rzucił kolejny kanadyjski klub – Bay of Quinte Yacht Club. Do regat wystawili oni drewniany kuter Atalanta. Wybór tego typu konstrukcji miał związek z nowymi trendami w żeglarstwie regatowym, a także z ograniczonym budżetem. Atalanta przegrała 2:0 z kutrem Mishief, pierwszym jachtem o stalowym kadłubie, startującym w tych regatach. Ta edycja regat zapisała się jeszcze z innego powodu – nigdy wcześniej do zawodów nie stawały jachty jednomasztowe, a stało się to odtąd regułą.
Rok później, w 1882, ostatni z żyjących właścicieli jachtu America z okresu regat wokół wyspy Wight, George Schuyler, dodał do Deed of Gift zapis, że w regatach biorą udział jedynie dwa jachty – obrońca (defender) i wyzywający (challenger), które wcześniej zostaną wyłonione w eliminacjach.
W 1885 do regat powrócili Brytyjczycy. Genesta, wystawiona przez RYS, została pokonana 2:0 przez jacht Puritan. Identyczny wynik miała rywalizacja z 1886 pomiędzy amerykańskim Mayflower a Galatea, wystawioną przez Royal Northern Yacht Club. Wyniki takie nikogo nie dziwiły, ponieważ brytyjscy żeglarze uznawali, że jacht nie powinien służyć wyłącznie regatom. Na Galatea mieszkał właściciel z całą rodziną i kilkoma zwierzętami.
Dopiero w 1887 szkocki Royal Clyde Yacht Club wystawił jacht Thistle, który był pierwszym wyzywającym z realnymi szansami na odniesienie sukcesu. Pomimo wyrównanego poziomu i minimalnych różnic amerykański Volunteer, który został zbudowany w rekordowym czasie 66 dni, dwukrotnie zwyciężył. Amerykańska konstrukcja zawdzięczała swój sukces temu, że była dłuższa, szersza, płycej zanurzona oraz lżejsza, podczas gdy Thistle miał znacznie większe zanurzenie, związane z tym, że przed regatami musiał pokonać Atlantyk. W tym samym roku po raz kolejny dokonano korekty Deed of Gift. Wyznaczono maksymalną długość linii wodnej jachtu, która wynosiła 90 stóp (27,4 m).
W 1893 RYS wystawił do regat Valkyrie II, jacht o stalowym szkielecie i drewnianym poszyciu. Mimo tego, że była to konstrukcja lekka i sztywna, została pokonana 3:0 przez Vigilant, który pomimo że nadal był jachtem o szerokim, płytko zanurzonym kadłubie, był znacznie bardziej zbliżony do brytyjskiego wyzywającego niż poprzednie konstrukcje.
W kolejnej edycji, w 1895, Amerykanie po raz pierwszy wystawili jacht balastowy. Poszycie Defender wykonano z brązu i aluminium, a powierzchnia jego grota wynosiła aż 750 m². Brytyjski wyzywający, Valkyrie III również zerwał ze swoimi poprzednikami. Najlepiej świadczy o tym, że po raz pierwszy jacht wyzywający był szerszy od obrońcy. Rywalizacja była bardzo zacięta, jednak szczęście sprzyjało obrońcom i regaty zakończyły się wynikiem 3:0 dla Defender.
W 1899 na arenę zmagań o Stary Dzbanek wkroczył sir Thomas Lipton. W ciągu 31 lat to on rzucił pięć kolejnych wyzwań żeglarzom z NYYC, wystawiając jachty o nazwie Shamrock I, reprezentujące irlandzki jachtklub Royal Ulster. Z tego powodu ten okres bywa nazywany „Erą Liptona”. Shamrock I był pierwszym wyzywającym jachtem, który był jednostką stricte regatową. Posiadał brązowo-aluminiowe poszycie, oraz stalowy maszt. Po raz pierwszy również jacht nie pokonał Atlantyku o własnych siłach, ale na holu. Ten sposób dotarcia do Ameryki Północnej praktykowano następnie aż do 1937. Obrońcą została natomiast Columbia o konstrukcji bardzo zbliżonej do Shamrock I. Również tym razem Amerykanie mieli nieco więcej szczęścia i pokonali Irlandczyków 2:0. Nie zraziło to jednak Liptona. Już w 1901 wystawił do regat Shamrock II. Był to pierwszy jacht zaprojektowany przy użyciu modeli, które testowano w doświadczalnym basenie. Szkielet wykonano z lekkiego stopu, a poszycie z brązu i aluminium. Maszt, wykonany ze stali miał ponad 40 m, a bom ponad 30 m. NYYC do regat ponownie wystawił Columbia. Doskonała konstrukcja z Europy dwukrotnie przypłynęła pierwsza, jednak po przeliczeniu okazywało się, że trzykrotnie zwycięzcą została Columbia, zatem puchar pozostał w Nowym Jorku.

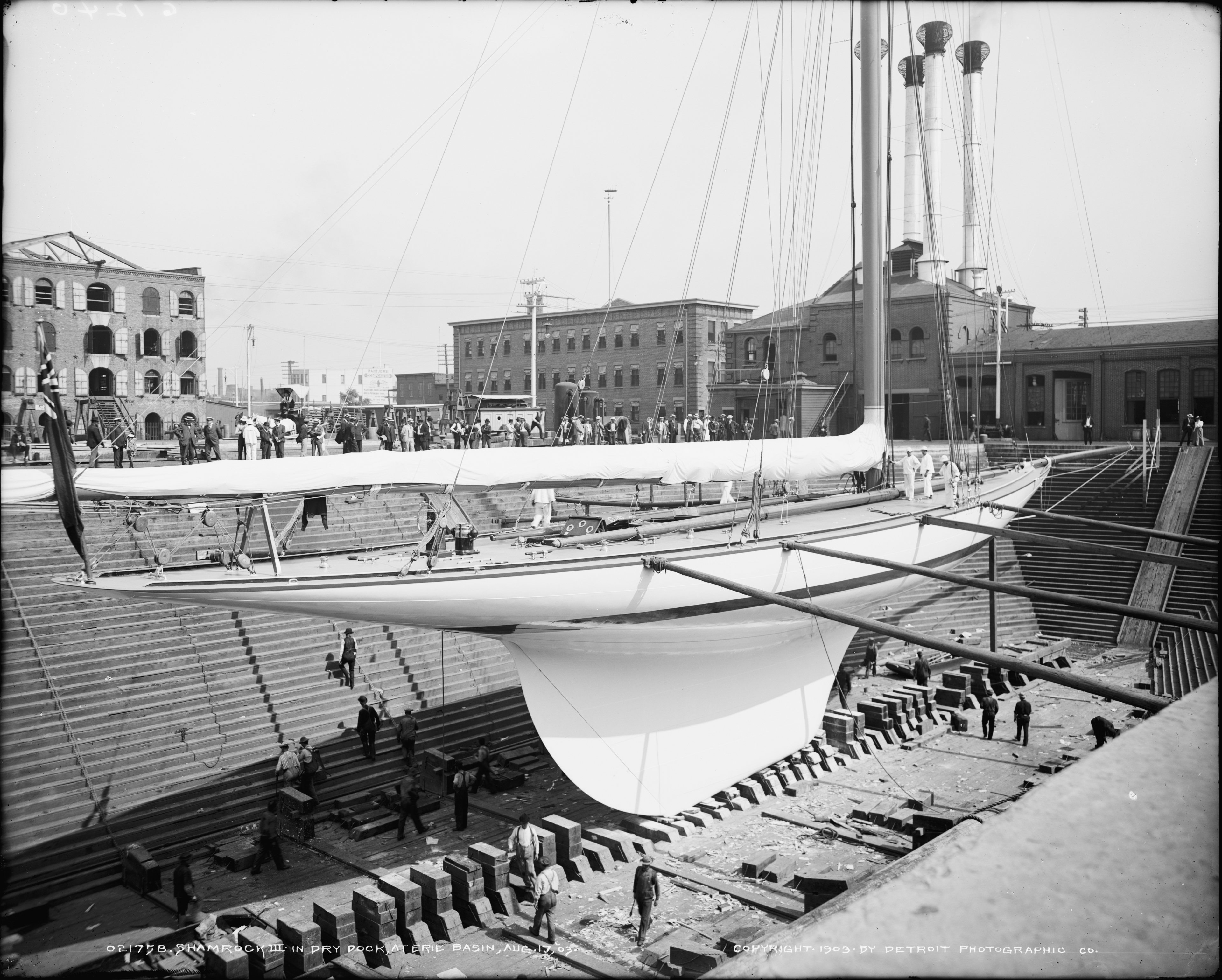
Shamrock III w suchym doku

Zachęcony wynikami, jakie osiągnął Shamrock II, Lipton wyłożył pieniądze na budowę kolejnego challengera – Shamrock III. Nowy jacht miał poszycie z niklowanej stali, bulbkil oraz, po raz pierwszy w brytyjskim jachcie rzucającym wyzwanie obrońcom pucharu, zastosowano koło sterowe zamiast rumpla. Mimo tych wszystkich innowacji Shamrock III okazał się być niezdolny do sprostania wystawionemu przez NYYC jachtowi Reliance. Był to olbrzymi jacht (jak dotąd największy w historii Pucharu) stanowiący szczyt ówczesnej techniki. Jego długość wynosiła 44 m, powierzchnia żagli ponad 1500 m². Stalowy maszt posiadał drewnianą stengę, którą wysuwano jedynie, gdy stawiano topsel. Przy wysuniętej stendze maszt wznosił się na wysokość 60 m (maszt Daru Młodzieży ma 49,5 m), bom miał długość 35 m, a spinakerbom 27 m. Część kabestanów i wind trafiła pod pokład, co obniżyło środek ciężkości, a płetwa sterowa posiadała zbiornik balastowy, napełniany, bądź opróżniany w zależności od kursu. Lekki szkielet powstał z wykonanych z niklowanej stali teowników i kątowników, zaś poszycie z brązu i aluminium. Dla wydłużenia linii wodnej w pochyłach jacht wyposażono w olbrzymie nawisy (7,94 na rufie i 6,70 m na dziobie) Załogę olbrzyma stanowiło aż 64 osoby. Jednostronna walka zakończyła się wynikiem 3:0, jednak zwycięzca istniał jedynie 9 miesięcy od zwodowania. Zastosowanie tylu różnych metali w konstrukcji kadłuba sprawiło, że uległ on korozji.
Już w 1903 zauważono, że dotychczasowy system przeliczania nie jest sprawiedliwy. Aby zapobiec powstawaniu płaskodennych, niedoważonych jednostek o olbrzymich nawisach, jak Reliance, NYYC zamówił nowy system ratingowy, który uwzględniał zarówno długość linii wodnej, wyporność oraz powierzchnię ożaglowania. Wzór, według którego obliczano wartość regatową każdej jednostki nazwano Universal Rule. Równolegle w Europie ten sam problem rozwiązano wprowadzając w 1906, opartą na tych samych założeniach, lecz innym wzorze, International Rule.
Zarówno Lipton, jak i NYYC zgodzili się, że podczas kolejnych zmagań do przeliczania wyników wykorzystana zostanie Universal Rule. Punkt sporny stanowiła natomiast dopuszczalna długość jachtu. Thomas Lipton proponował, żeby było nią 75 stóp, podczas gdy Amerykanie uznawali, że skoro w Deed of Gift znajduje się wartość 90 stóp, a rating według Universal Rule otrzymuje się w stopach, to powinny być dopuszczone jachty o takim ratingu, bez względu na ich długość. Spory trwały długo, lecz ostatecznie NYYC przyjął propozycję Brytyjczyków, zmagania jednak musiano odłożyć ze względu na wybuch I wojny światowej.
Jachty, których rating obliczano według Universal Rule, stanęły do zmagań dopiero w 1920 roku. Zamówiony przez Liptona Shamrock IV powstawał z wieloma problemami. Nie używający na co dzień Universal Rule projektanci popełnili błędy, które musiano następnie korygować już w czasie budowy. Powstał w ten sposób jacht dłuższy i o większej powierzchni żagla niż jego amerykański przeciwnik. Specjalne wysięgniki do regulowanych want na obu burtach i saling szerszy od kadłuba sprawiały, że jacht nabrał nietypowego wyglądu. Jego poszycie stanowił mahoń i cedr. Sam jego konstruktor, Charles Nicholson, nazywał go „brzydkim kaczątkiem”. Mimo to Shamrock IV pokonał w dwóch pierwszych biegach obrońcę Resolute, ostatni z jachtów zaprojektowanych przez Natanaela Hereshoffa, twórcy wszystkich obrońców w ciągu 27 lat. W trzecim biegu, choć Shamrock IV przypłynął pierwszy Resolute, zwyciężył dzięki lepszemu ratingowi. W kolejnym wyścigu również szczęście sprzyjało Amerykanom. Niesnaski wśród załogi brytyjskiego jachtu sprawiły również, że przegrali oni też decydujący, piąty wyścig. Mimo przegranej nikt jak dotąd nie był tak bliski wywiezienia Pucharu Ameryki z Nowego Jorku.

### Klasa J

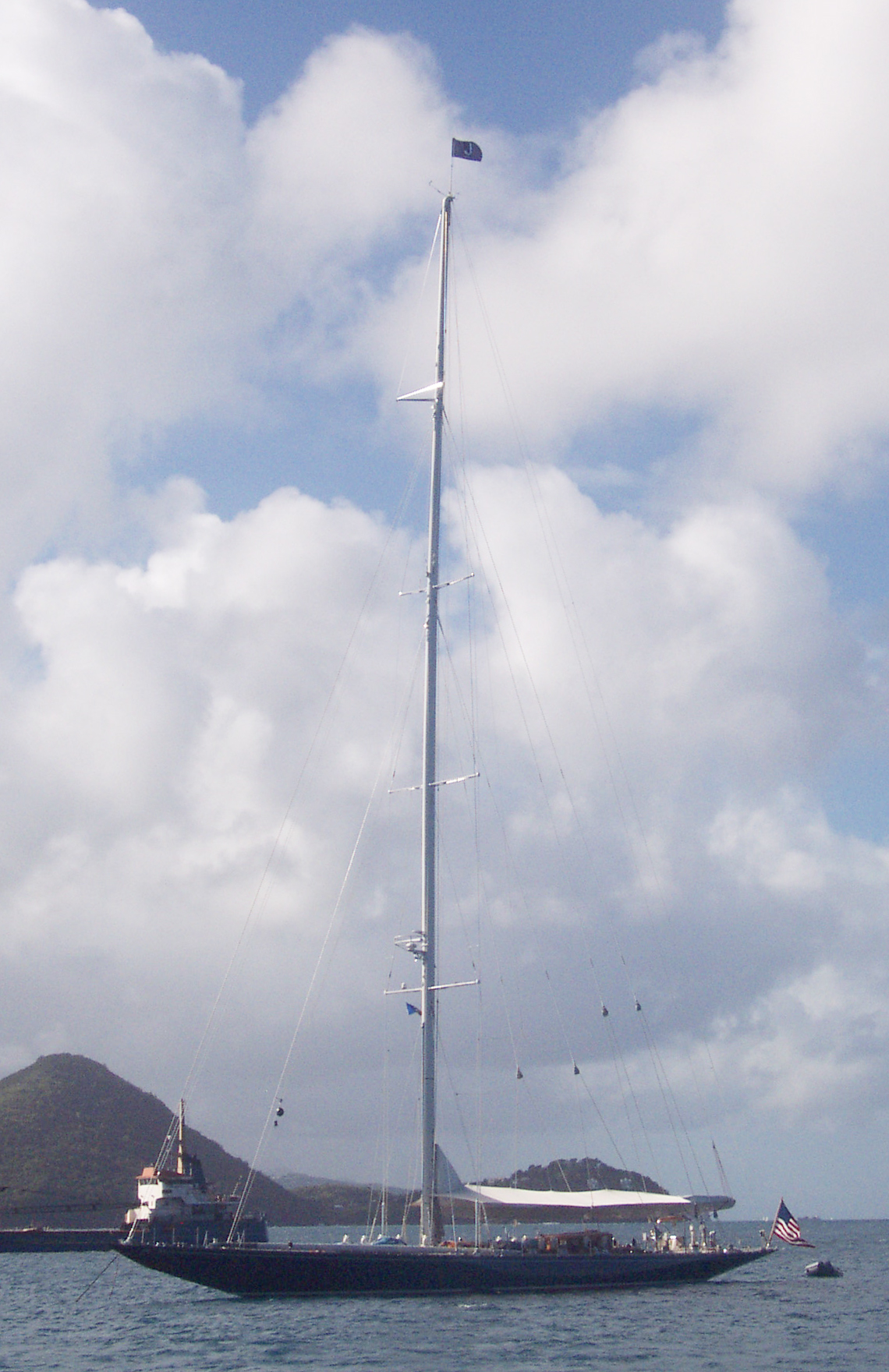
Endeavour – challenger z 1934 roku

Pojawienie się w latach 20. XX wieku nowych technologii, takich jak wykorzystanie duraluminium, wprowadzenie genui oraz włączenie projektowania nowych jachtów pod kątem nie tylko hydrodynamicznym, ale i aerodynamicznym, spowodowało, że regatowe jacht stały się bardzo do siebie podobne. Właśnie te tendencje sprawiły, że NYYC ustalił, z leciwym już T. Liptonem, że kolejne regaty o Puchar Ameryki rozegrane zostaną na jachtach klasy J, których wartość ratingowa (76 stóp) była najbardziej zbliżona do jednostek walczących w 1920.
Kolejne regaty odbyły się w 1930 roku. Wyzywającym był brytyjski Shamrock V, którego maszt wznosił się na niemal 50 m, a powierzchnia ożaglowania po postawieniu spinakera wynosiła ponad 1700 m². Do tego, dzięki pięknym proporcjom, uznano go za najpiękniejszy jacht świata. Bronić pucharu chciały cztery załogi. Po eliminacjach ostatecznym obrońcą został Enterprise, posiadający duraluminiowy maszt i naszpikowany najnowocześniejszą techniką, w tym automatycznymi windami, kabestanami pod pokładem itp. Właśnie przewaga technologiczna sprawiła, że amerykański jacht okazywał się szybszy na zwrotach i bez trudu pokonał Shamrock V 4:0. Na Enterprise debiutowała kolejna ważna postać w historii regat – Harold Vanderbilt, właściciel i skipper kolejnych dwóch obrońców trofeum. Shamrock V był również ostatnim jachtem Thomasa Liptona, który liczył już wówczas 82 lata. Lipton, pomimo że nigdy nie zdobył pucharu, stał się jedną z najbardziej znanych osób w całej historii zmagań o Srebrny Dzbanek, a jego Shamroki stały się legendą. Udało mu się również dokonać tego, o czym marzył pierwszy challenger – James Ashbury. Na rok przed śmiercią, uszlachcony syn biednego Irlandczyka stał się członkiem elitarnego Royal Yacht Squadron.
W 1934 do zmagań o puchar powrócił RYS. Jego członek, Thomas Sopwith, w dwa lata po śmierci Liptona, zakupił Shamrock V i na jego podstawie zamówił projekt nowego wyzywającego o nazwie Endeavour. Wyposażono go, w odróżnieniu od protoplasty, w stalowy maszt, system mierzący napięcia want i sztagów oraz zmieniony nieco kształt foka, tak aby zwiększał siłę ciągu. Przeciw niemu NYYS wystawił jacht Rainbow. W tej edycji regat zmieniono również nieco przepisy. Aby uniknąć takiej automatyzacji, jak na Enterprise, nakazano umieścić w każdym jachcie pod pokładem pomieszczenie dla załogi ważące 7 ton. Amerykanie ominęli jednak ten „problem”, montując akumulatory w zęzie, a mechaniczne ułatwienia na pokładzie. Zacięta walka zakończyła się wynikiem 4:2 dla załogi Rainbow, jednak jak przyznali sami Amerykanie, lepszym jachtem był Endeavour, zaś swój sukces przypisali lepszemu zgraniu załogi.
Do kolejnych regat w 1937 T.O.M. Sopwith, ponownie w barwach RYS, wystawił, nieznacznie tylko zmodyfikowaną, wersję doskonałego Endeavour, nazwaną Endeavour II. NYYS jako obrońca wystawił natomiast jacht Ranger, największą ze zbudowanych J-tek. Dzięki lepszym parametrom kadłuba, Amerykanie rozgromili Brytyjczyków 4:0. Były to ostatnie regaty, w których wystartowały jachty klasy J.

### Klasa 12

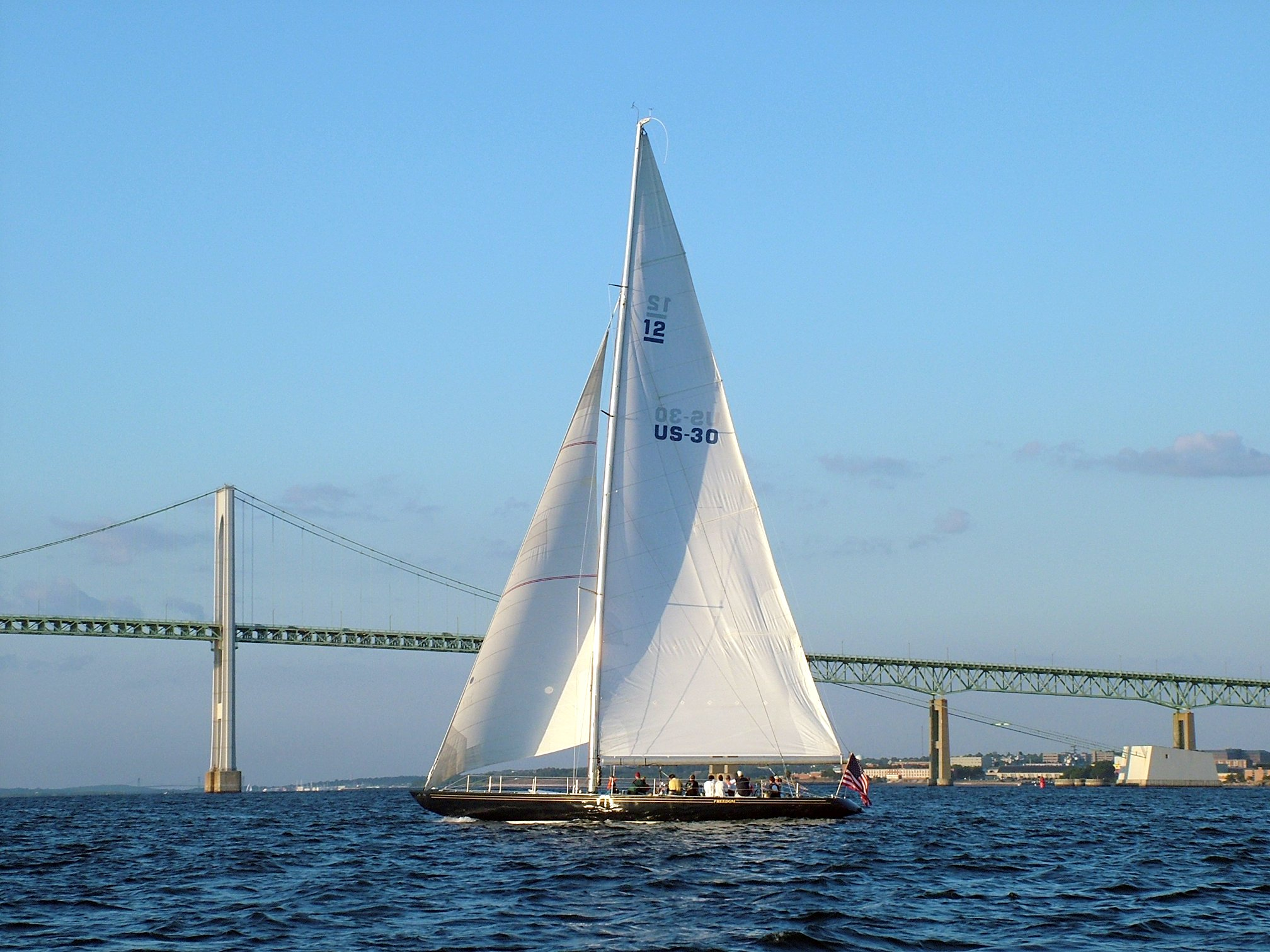
Freedom (US-30) – obrońca i zwycięzca regat z 1980 roku

Jeszcze w 1930 Amerykanie i Europejczycy zawarli porozumienie, które miało ujednolicić zasady obliczania wartości regatowej jachtów. Wypracowano kompromis, zgodnie z którym, mniejsze jachty (do klasy R-15), klasyfikowane będą według metrycznych miar International Rule, zaś wszystkie jachty większe według Universal Rule.
Po zniszczeniach II wojny światowej budowanie dużych jednostek, należących do klasy J było bardzo kosztowne. W związku z tym, aby uratować regaty, NYYC i RYS zmieniły w 1956 Deed of Gift. Obniżono minimalną długość linii wodnej jachtów do 44 stóp, czyli 13,41 m (nie zmieniono jednak zapisu o maksymalnej długości) oraz wykreślono obowiązek przepłynięcia jachtów z macierzystego klubu na miejsce regat o własnych siłach.
Wśród jachtów, które spełniały te warunki wybrano klasę 12 z kilku powodów. W Europie budowano je już w 1907, zaś w USA pierwsze „dwunastki" zaczęto projektować w 1935, zatem znano je po obu stronach Atlantyku. Długość wahająca się w granicach 19,0 – 21,3 m oraz powierzchnia ożaglowania w zakresie 160–173 m² sprawiły, że te znacznie tańsze od „Jotek" jachty (co miało znaczenie zwłaszcza w Europie), nadal uważano za wystarczająco duże, by sprostać tradycjom zmagań o Puchar Ameryki.
W 1958 rozegrano pierwsze powojenne regaty. Startowały w nich właśnie dwunastki. Wyłoniona w wyniku wewnętrznej konkurencji amerykańska Columbia – pierwszy jacht o dakronowych żaglach i odwrotnym skosie pawęży, pokonała bez problemu 4:0, wystawiony przez RYS Sceptre, zaprojektowany według przedwojennych zasad.
Kolejne wyzwanie dla obrońców nadeszło w 1962 z Australii. Wystawiony przez Royal Sydney Yacht Squadron (RSYS) Gretel zdołał, co prawda, wygrać jeden bieg, jednak pozostałe cztery zwyciężył amerykański Weatherly.
Podczas zmagań w 1964 pojawił się polski akcent. Przy pracach nad wystawionym przez Royal Thames jachtem Sovereign brał udział Polak, prof. Czesław Marchaj. Regaty jednak ponownie zakończyły się zwycięstwem Amerykanów 4:0, którzy wystawili, jako obrońcę, jacht Constellation.
Przełomowym, pod względem konstrukcji, okazał się rok 1967, kiedy to NYYC wystawił, jako obrońcę, jacht Intrepid. Jego konstruktor, Olin Stephes, zastosował płetwę sterową oddzieloną od kilu. To rozwiązanie podniosło osiągi jachtu przy słabszych wiatrach. Utracony opór boczny skompensowano dodając na rufie skeg (przedłużenie stępki) oraz trymer. Jego zastosowanie dodatkowo zmniejszyło promień skrętu, a także pozwoliło płynąć ostrzejszymi kursami (nawet do 5° względem wiatru). Zmieniono również kształt kadłuba, z tradycyjnego skośnodennego na okrągłodenny. Przeniesiono większość kabestanów do środka kadłuba. Dzięki temu rozwiązaniu, można było umieścić bom bliżej lustra wody. Wszystko to obniżyło środek ciężkości oraz poprawiło właściwości aerodynamiczne. Kolejną innowacją był tytanowy maszt i takielunek o eliptycznym przekroju. Intrepid okazał się tak doskonałą konstrukcją, że nie tylko pokonał w 1967 australijską Dame Pattie z RSYS 4:0, ale i powtórzył ten wyczyn trzy lata później, w 1970, podczas konfrontacji z jachtem Gretel II z tego samego jachtklubu co Dame Pattie.
W następnych latach pojawiły się kolejne innowacje techniczne. Podczas konfrontacji w 1974 amerykański Courageous pokonał australijski Southern Cross z Royal Perth 4:0. Poszycie kadłubów wykonane było z aluminium, żagle z kevlaru.
W 1977 jachtem Courageous dowodził Ted Turner, potentat na rynku mediów. Jego załoga pokonała wówczas, wystawiony przez australijski klub Sun City, jacht Australia. Ta sama Australia, tym razem z ramienia Royal Perth, została pokonana przez jacht Freedom 4:1 w 1960 roku.
Przełom w hegemonii amerykańskich jachtów nastąpił w 1983. Wystawiona przez Royal Perth Australia II, pierwszy jacht w historii regat wyposażony w wingletki na kilu, pokonał w zaciętej walce amerykański Liberty dowodzony przez Dennisa Connera. Australijskie rozwiązanie pozwoliło zredukować wyporność i głębokość zanurzenia bez utraty stateczności. Po raz pierwszy w historii regat, zwycięzcą okazał się challenger. Po 132 latach Australijczycy tryumfalnie przewieźli puchar z Nowego Jorku do Perth. Był to również pierwszy rok, w którym zorganizowano eliminacje wyzywających – Louis Vuitton Cup – ich zwycięzca miał prawo walczyć z obrońcą o Puchar Ameryki.
Po pierwszym szoku Amerykanie postanowili, że Puchar Ameryki musi wrócić do właścicieli. Dzięki zaangażowaniu olbrzymich funduszy, dowodzony przez Connera Stars & Stripes z San Diego Yacht Club, zdołał pokonać w 1987, broniącą pucharu, Kookaburra III 4:0 i odzyskać puchar dla USA.
Były to ostatnie regaty o Puchar Ameryki rozegrane na jachtach klasy 12.

### Rok 1988

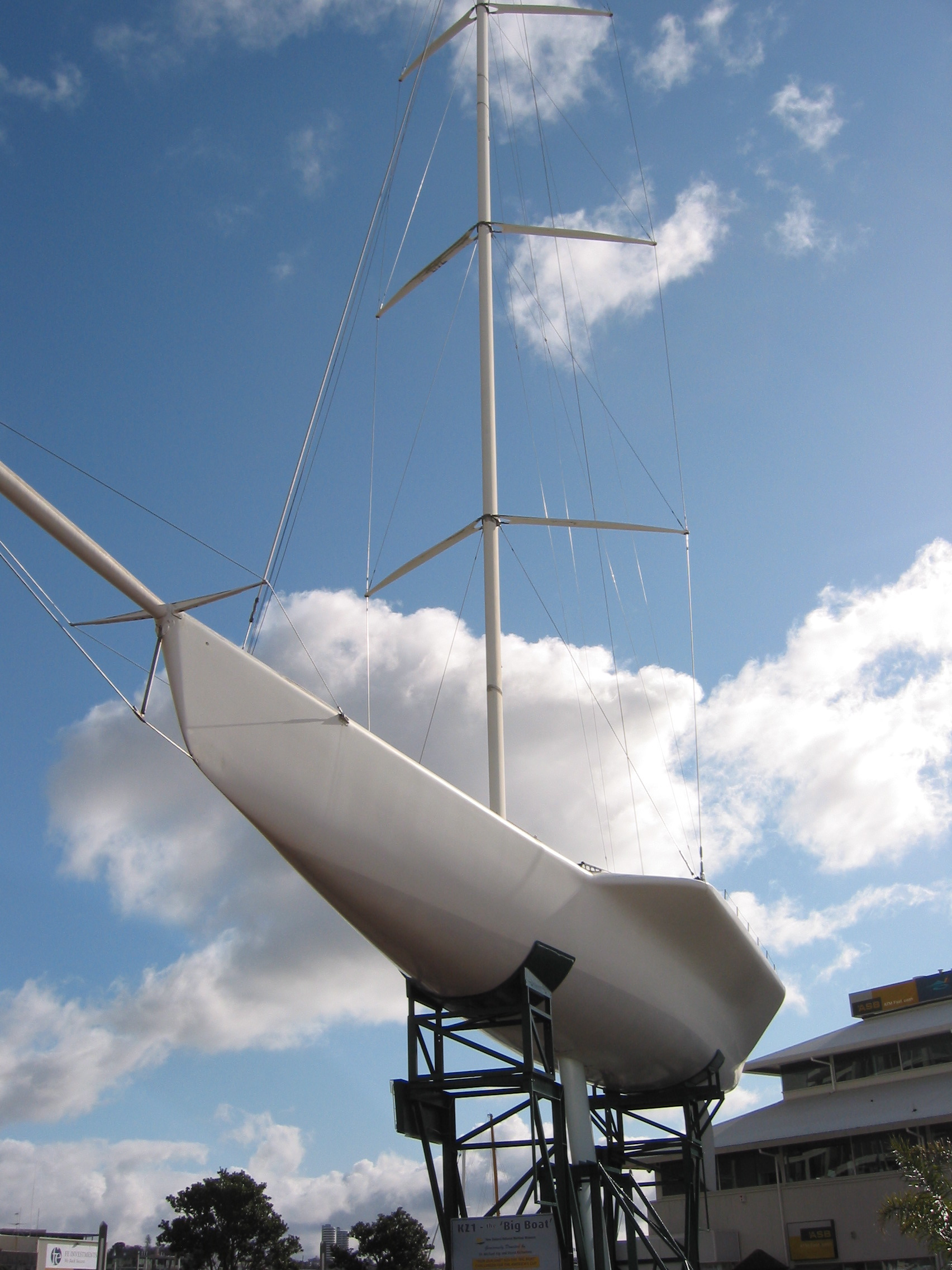
New Zealand KZ-1 znana też jako „Big Boat”

Rok po odzyskaniu przez Amerykanów Pucharu, nadeszło wyzwanie z Nowej Zelandii. Wykorzystując fakt, że w Deed of Gift nadal figurowała maksymalna długość linii wodnej – 90 stóp, Mercury Bay Boating Club wystawił jacht o takiej właśnie długości i powierzchni żagla niemal 700 m². Pomimo że jednostka ta nosiła nazwę New Zealand, to i tak przylgnęło do niej przezwisko „Big Boat”.
W odpowiedzi na „niegrzeczne” wyzwanie, w związku z krótkim czasem na przygotowania, syndykat „Sail America”, którego jacht Stars & Stripes odzyskał puchar dla USA, wykorzystał inną lukę w Deed of Gift. W dokumencie tym dokładnie opisano długość maksymalną i minimalną linii wodnej i liczbę masztów, nie zapisano natomiast dopuszczalnej liczby kadłubów. W ten sposób powstał katamaran, który również otrzymał nazwę Stars & Stripes. Procesy sądowe i konfrontacja tych dwóch łodzi, reprezentujących dwie kompletnie różne klasy, zakończone zwycięstwem katamaranu dowodzonego przez Connera 2:0, spowodowały wszczęcie poważnej dyskusji nad reformą Deed of Gift. Rozważano kilka propozycji, w tym powrót do klasy J. Ostatecznie, aby pozbyć się wszelkich niedomówień, postanowiono stworzyć nową klasę na potrzeby pucharu – International America’s Cup Class.

### IACC

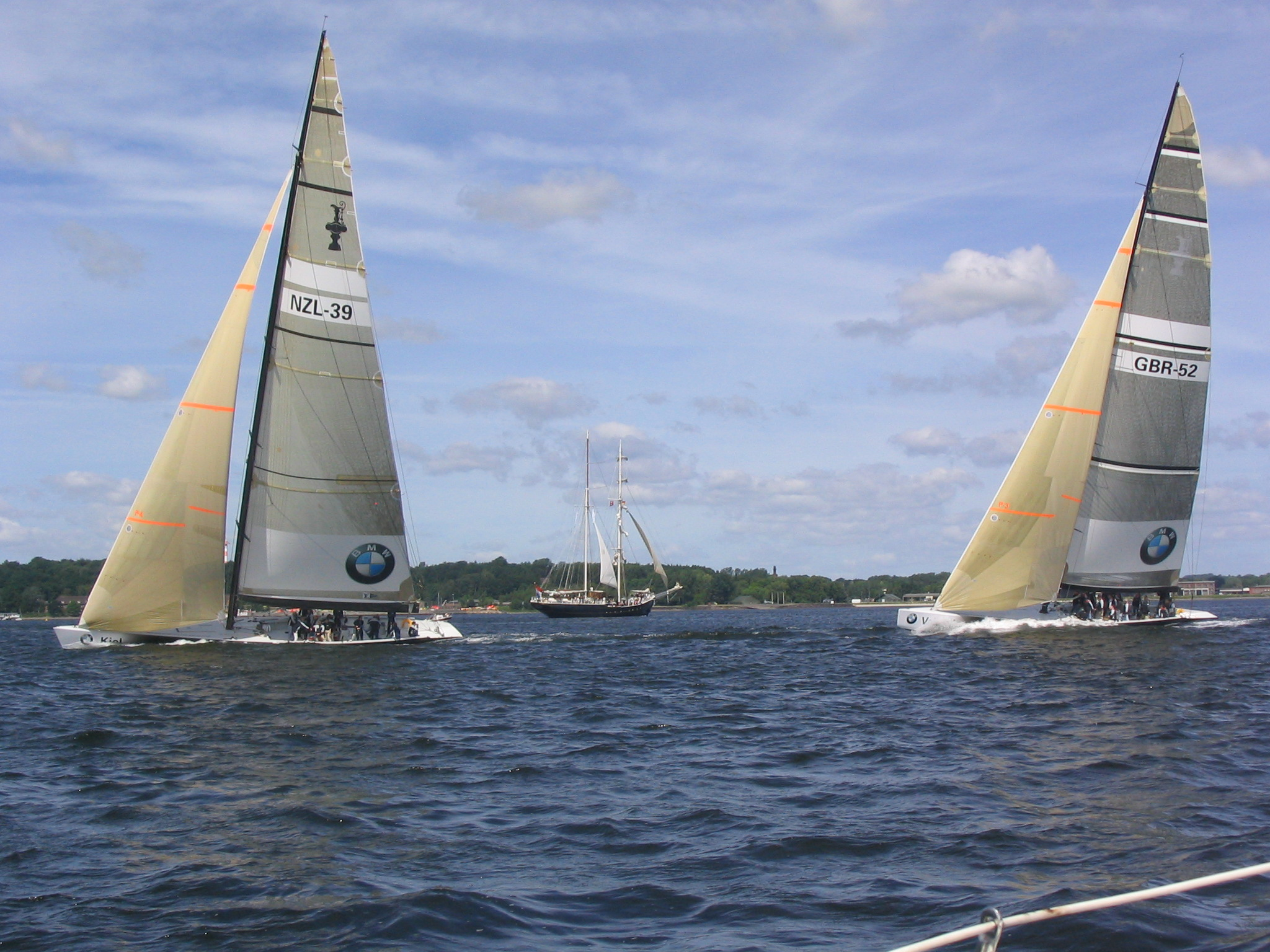
NZL-39 Kiel i GBR-52 „Valencia” – jachty klasy IACC podczas Kieler Woche 2005 w Zatoce Kilońskiej

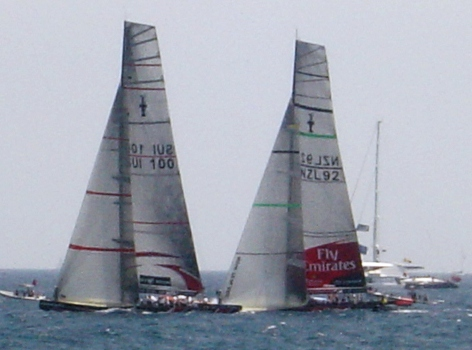
Alinghi (SUI-100) i Team New Zealand (NZL-92) podczas regat o Puchar Ameryki w 2007 tuż przed startem do pierwszego biegu. Uwagę zwraca odmienny niż w poprzednich edycjach kształt grota.

Pierwsze regaty w nowej klasie rozegrano w 1992 roku, w pobliżu San Diego. Zwyciężył wówczas broniący pucharu jacht America³ z Billem Kochem jako skiperem, pokonując 4:1 włoskiego challengera Il Moro di Venezia. Były to jedne z najdroższych edycji regat. Oficjalnie syndykaty wydały po około 70 mln USD, lecz nieoficjalne źródła mówią o kwocie 150-200 mln.
Kolejne regaty w San Diego miały miejsce w 1995 roku. Wówczas dowodzony przez Petera Blake’a Black Magic (NZL-32) pokonał obrońcę Young America Dennisa Connera 5:0, zaś puchar po raz kolejny opuścił USA trafiając do Auckland.
Następna walka o Stary Dzbanek rozegrała się w 2000 roku. Były to zawody, które przeszły do historii głównie ze względu na wynik regat challengerów. Zwyciężył je włoski jacht Luna Rossa i to on stanął do walki o Puchar Ameryki z obrońcą, który podobnie jak jacht, który zdobył puchar dla Nowej Zelandii, nosił imię Black Magic (NZL-60). Były to pierwsze w historii pucharu zawody, w których zabrakło jachtu reprezentującego jachtklub z USA. Zawody rozegrane na Zatoce Hauraki 5:0 zwyciężył syndykat z antypodów.
Regaty rozegrane w 2003 roku, również na Zatoce Hauraki, rozegrały się pomiędzy szwajcarskim Alinghi, w którego załodze znaleźli się poprzedni obrońcy pucharu – Nowozelandczycy Russell Coutts i Brad Butterworth a nowym syndykatem z Auckland, który wystawił jacht Team New Zealand (NZL-82) z Dean Barkerem jako skipperem. Regaty te przebiegały pod znakiem licznych usterek w zbudowanym na granicy wytrzymałości materiałów jachtem obrońców. Podczas pierwszego biegu NZL-82 zaczął nabierać burtą wody, naprężenia nie wytrzymało okucie noku bomu, oraz róg halsowy genui. Na tym samym jachcie, podczas czwartego biegu pękł maszt. Te usterki przyczyniły się do zwycięstwa Alinghi 5:0. Po 152 latach puchar trafił do Europy.
Kolejne zmagania o puchar miały miejsce w 2007 roku na wodach w pobliżu Walencji. Były to jedne z najbardziej zaciętych zmagań w historii pucharu. Brały w nich udział te same zespoły co w poprzedniej edycji, tym razem na jachtach SUI-100 i NZL-92. Pierwszy bieg wygrali Szwajcarzy, dwa kolejne Nowozelandczycy, zaś w czwartym załoga Alinghi doprowadziła do remisu. W piątym biegu, przy stanie 2:2, wykorzystując kłopoty nowozelandzkiego jachtu który prowadził od startu, Szwajcarzy doprowadzili do wyniku 3:2, a wygrywając kolejny bieg do 4:2. W ostatnim, jak się okazało, wyścigu obrońcy pucharu odnieśli zwycięstwo wyprzedzając pretendentów o zaledwie dwie sekundy.

### AC90 i AC33
W dniu 5 lipca 2007 ujawniono protokół dotyczący zasad rozgrywania 33. edycji regat, które ponownie odbędą się w Walencji. Protokół uzgodniły jachtkluby Société Nautique de Genève i Club Náutico Español de Vela. Najważniejszą nowością miało być wprowadzenie do regat jachtów nowej klasy nazwanej AC90. W kolejnej edycji pucharu jachty miały mieć długość całkowitą do 90 stóp (w IACC około 75 stóp), zaś liczba członków załogi zwiększona miała być do 20 osób (w IACC załoga liczy 17 osób). W zamierzeniach organizatorów nowa, większa i szybsza klasa miała z jednej strony uczynić wyścigi jeszcze bardziej widowiskowymi, a także wyrównać szanse wszystkich startujących drużyn zmuszając je do pracy „od zera” nad jachtami nowej klasy.
Protokół zakładał również, że 33 edycja regat rozegra się nie wcześniej niż 2009 roku i nie później niż 2011. Nowa edycja miała się składać z wyścigów „przedregatowych”, które być może zostaną wykorzystane do wyłonienia grupy wyzywających, którzy zakwalifikują się do walki o Puchar Louisa Vuittona. Następnie regaty o LVC i sam Puchar Ameryki miały zostać rozegrane w sposób zbliżony do 32 edycji pucharu. W związku z datą przedstawienia nowej klasy i czasem koniecznym na budowę jachtów (przewidywało się, że zajmie to syndykatom około 18 miesięcy), wyścigi „przedregatowe” miały zostać rozegrane na jachtach klasy IACC.
W wyniku konsultacji pomiędzy obrońcą a 17 wyzywającymi ostatecznie zdecydowano się na znacznie bliższą do IACC klasę AC33, nad którą pracowano od listopada 2008, a której parametry przedstawiono w styczniu 2009.
Przez cały okres przygotowań do regat trwa również spór sądowy pomiędzy Société Nautique de Genève a Golden Gate Yacht Club, który chciał wystawić przeciw obrońcom trimaran jako jedyny wyzywający. Sąd pierwszej instancji uznał, że prawowitym pierwszym wyzywającym jest Club Náutico Español de Vela, jednak GGYC złożył od tego wyroku apelację.
Pomimo tego sporu SNG i pozostali wyzywający kontynuują przygotowania do nowych regat.
Ostatecznie zaakceptowano 18 zespołów rzucających wyzwanie obrońcom. 19 drużyn, które wezmą najprawdopodobniej udział w 33 edycji regat to:

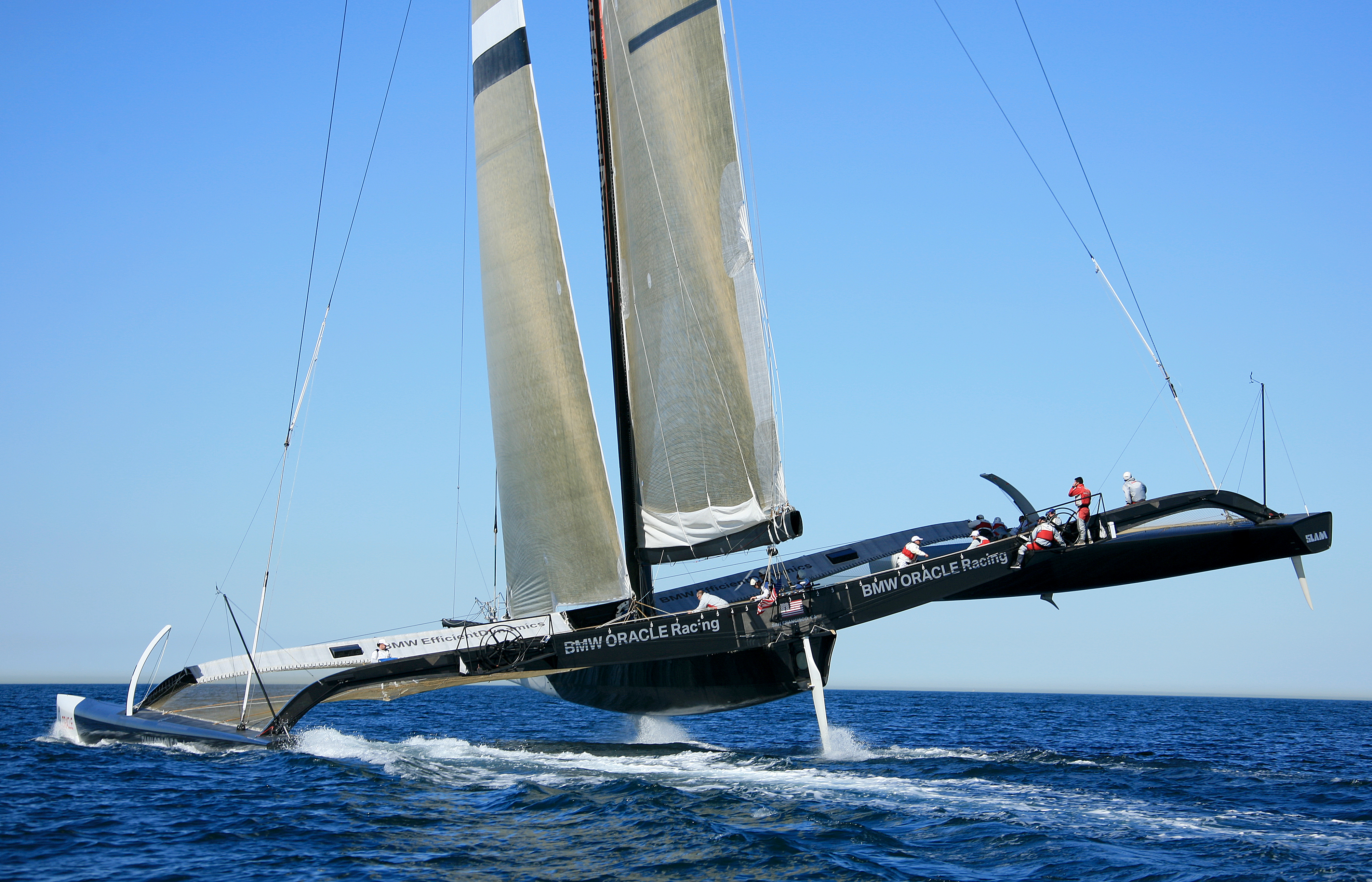
Jednostka BMW-Oracle w wersji z klasycznym grotem

| Drużyna              | Jachtklub                          | Bandera         |
| -------------------- | ---------------------------------- | --------------- |
| Alinghi              | Société Nautique de Genève         | Szwajcaria      |
| Desafío Español      | Club Náutico Español de Vela       | Hiszpania       |
| Shosholoza           | Royal Cape Yacht Club              | RPA             |
| TeamOrigin           | Royal Thames Yacht Club            | Wielka Brytania |
| Team New Zealand     | Royal New Zealand Yacht Squadron   | Nowa Zelandia   |
|                      | Deutscher Challenger Yacht Club    | Niemcy          |
| Green Comm Challenge | Circolo di Vela Gargano            | Włochy          |
| Ayre                 | Real Club Náutico de Dénia         | Hiszpania       |
| Victory Challenge    | Gamla Stans Yacht Sällskap         | Szwecja         |
| Argo Challenge       | Club Náutico di Gaeta              | Włochy          |
| Mascalzone Latino    | Reale Yacht Club Canottieri Savoia | Włochy          |
| Team French Spirit   | Yacht Club di St Tropez            | Francja         |
| Luna Rossa           | Yacht Club Punta Ala               | Włochy          |
| Russia Team Fiona    | Yacht Club Seven Feet              | Rosja           |
| Italia               | Società Canottieri Lecco           | Włochy          |
| K-Challenge          | Cercle de la Voile de Paris        | Francja         |
| Greek Challenge      | Nautical Club of Kalamata          | Grecja          |
| Dabliu Sail Project  |                                    | Włochy          |
| China Team           | Qingdao International Yacht Club   | Chiny           |

### Rok 2010 – Alinhgi5 vs BOR90
Batalie sądowe zakończyły się zwycięstwem Teamu BMW-Oracle. Drugiego kwietnia 2009 roku, Nowojorski Sąd Apelacyjny wydał wyrok, według którego to Golden Gate Yacht Club (BMW Oracle Racing) jest prawowitym challengerem w regatach i został jedynym pretendentem do walki o najstarsze trofeum. Regaty odbyły się na wielokadłubowcach. Obrońca tytułu wystartował na potężnym katamaranie (długość linii wodnej 90 stóp, wysokość masztu 165 stóp, wyporność 12 ton) o klasycznym takielunku, pretendent na równie wielkim trimaranie (całkowita długość 100 stóp, wysokość 185 stóp, wyporność 18 ton) napędzanym sztywnym płatem. Konstrukcja pretendentów nie dała szans obrońcom tytułu i puchar wrócił do Ameryki.

### AC72

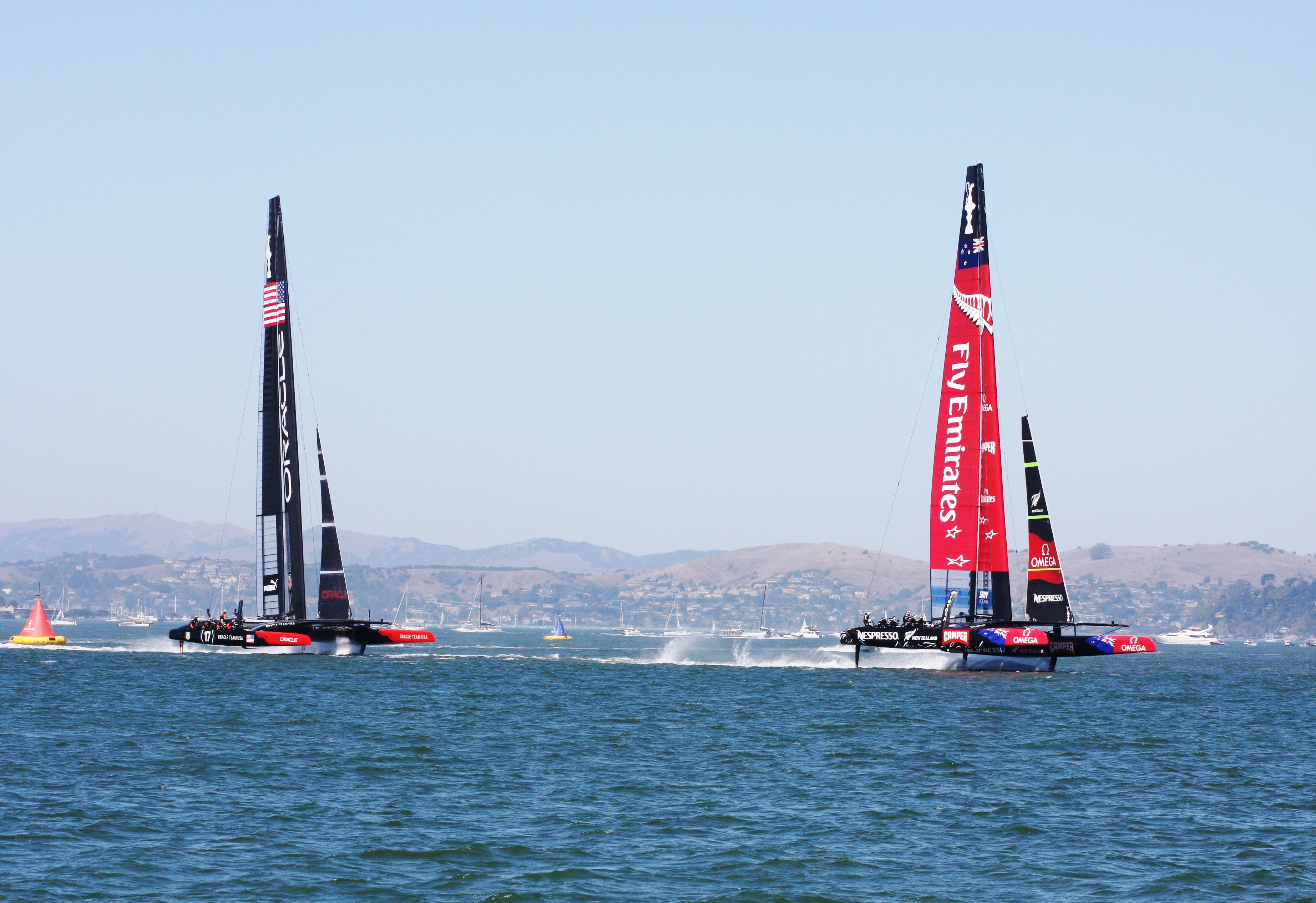
Katamarany AC72 w czasie regat w 2013 roku

13 września 2013 roku w Walencji zaprezentowano zasady rozgrywania 34. edycji regat. Protokół uzgodniły rzucający wyzwanie Club Nautico di Roma i zwycięski Golden Gate Yacht Club z San Francisco. Kolejna edycja regat rozegrana zostanie na katamaranach AC72 o długości 86 stóp (ok. 26 m), szerokości ok. 14 m oraz wyporności 7 ton, napędzanych sztywnymi płatami, umożliwiającymi rozgrywanie regat przy wietrze od 5 do 35 węzłów. Liczebność załogi zmniejszona została do 11 osób.
Ostatecznie zaakceptowano 3 zespoły rzucające wyzwanie obrońcom. Drużyny, które wzięły udział w eliminacjach do 34 edycji regat to:.
| Drużyna          | Jachtklub                        | Bandera       |
| ---------------- | -------------------------------- | ------------- |
| Artemis Racing   | Royal Swedish Yacht Club         | Szwecja       |
| Team New Zealand | Royal New Zealand Yacht Squadron | Nowa Zelandia |
| Luna Rossa       | Circolo della Vela Sicilia       | Włochy        |

### AC50
35 edycja regat rozegrana została w roku 2017 na Bermudach w zatoce Great Sound. Katamarany AC50 mierzyły 15 metrów, ważyły 2,5T i rozpędzały się do 50 węzłów. W skład załogi wchodziło 6 osób. 
O odebranie tytułu załodze Oracle Team USA walczyły drużyny:
| Drużyna                   | Jachtklub                        | Bandera         |
| ------------------------- | -------------------------------- | --------------- |
| Artemis Racing            | Royal Swedish Yacht Club         | Szwecja         |
| Emirates Team New Zealand | Royal New Zealand Yacht Squadron | Nowa Zelandia   |
| Land Rover BAR            | Royal Yach Squadron Racing       | Wielka Brytania |
| Groupama Team France      | Yacht Club de France             | Francja         |
| SoftBank Team Japan       | Kansai Yacht Club                | Japonia         |

### AC75
Rok 2021 to 36 edycja regat rozgrywanych na jednokadłubowych jednostkach AC75 mierzącymi 23 metry długości, wadze 6,5T i załogach składających się z 11 osób. Pretendenta do walki o tytuł wyłonią eliminacje Prada Cup. Areną zmagań będzie w tym roku Auckland.
Obrońcą tytułu jest drużyna Emirates Team New Zealand.  
Drużyny biorące udział w eliminacjach do 36 edycji regat to:.
| Drużyna                       | Jachtklub                  | Bandera                   |
| ----------------------------- | -------------------------- | ------------------------- |
| Ineos Team UK                 | Royal Yach Squadron Racing | Wielka Brytania           |
| Luna Rossa Prada Pirelli Team | Circolo della Vela Sicilia | Włochy                    |
| NYYC American Magic           | New York Yacht Club        | Stany Zjednoczone Ameryki |

## Finały America’s Cup (Wyniki)
| Rok  | Nazwa jachtu (status)                  | Właściciel                                                 | Konstruktor                                                 | Stocznia                               | Jachtklub                        | Skiper                                       | Wynik |
| ---- | -------------------------------------- | ---------------------------------------------------------- | ----------------------------------------------------------- | -------------------------------------- | -------------------------------- | -------------------------------------------- | ----- |
| 1851 | America                                | John Cox Stevens                                           | George Steers                                               | William H. Brown                       | New York Yacht Club              | Richard Brown                                | 1:0   |
| 1870 | Magic (obrońca)                        | Franklin Osgood                                            | Richard Fanning Loper                                       | T. Byerly & Son                        | New York Yacht Club              | Andrew J. Comstock                           | 1:0   |
| 1870 | Cambria (pretendent)                   | James Lloyd Ashbury                                        | Michael E. Ratsey                                           | Michael E. Ratsey                      | Royal Thames Yacht Club          | J. Tannock                                   | 1:0   |
| 1871 | Columbia (obrońca)                     | Franklin Osgood                                            | Joseph B. van Deusen                                        | Van Deusen Shipyard                    | New York Yacht Club              | Andrew J. Comstock i Horatio Nelson Comstock | 4:1   |
| 1871 | Sappho (obrońca)                       | William Proctor Douglas                                    | William Townsend                                            | Cornelius & Richard Poillon Bros.      | New York Yacht Club              | Samuel Greenwood                             | 4:1   |
| 1871 | Livonia (pretendent)                   | James Lloyd Ashbury                                        | Michael E. Ratsey                                           | Michael E. Ratsey                      | Royal Harwich Yacht Club         | John R. Woods                                | 4:1   |
| 1876 | Madeleine (obrońca)                    | John Stiles Dickerson                                      | Jacob B. Voorhis                                            | David Kirby                            | New York Yacht Club              | Josephus Williams i David Snediker           | 2:0   |
| 1876 | Countess of Dufferin (pretendent)      | Charles Gifford                                            | Alexander Cuthbert                                          | Alexander Cuthbert                     | Royal Canadian Yacht Club        | Alexander Cuthbert                           | 2:0   |
| 1881 | Mischief (obrońca)                     | Joseph R. Busk                                             | Archibald Cary Smith                                        | Harlan Hollingsworth                   | New York Yacht Club              | Nathaniel Clock                              | 2:0   |
| 1881 | Atalanta (pretendent)                  | Alexander Cuthbert                                         | Alexander Cuthbert                                          | Alexander Cuthbert                     | Bay of Quinte Yacht Club         | Alexander Cuthbert                           | 2:0   |
| 1885 | Puritan (obrońca)                      | John Malcolm Forbes i Charles Jackson Paine                | Edward Burgess                                              | George Lawley & Son                    | New York Yacht Club              | Aubrey J. Crocker                            | 2:0   |
| 1885 | Genesta (pretendent)                   | Richard Sutton                                             | John Beavor-Webb                                            | D. & W. Henderson                      | Royal Navy Royal Yacht Squadron  | John Carter                                  | 2:0   |
| 1886 | Mayflower (obrońca)                    | Charles Jackson Paine                                      | Edward Burgess                                              | George Lawley & Son                    | New York Yacht Club              | Martin V. B. Stone                           | 2:0   |
| 1886 | Galatea (pretendent)                   | William Henn                                               | John Beavor-Webb                                            | J. Reed & Son                          | Royal Northern Yacht Club        | John Beavor-Webb                             | 2:0   |
| 1887 | Volunteer (obrońca)                    | Charles Jackson Paine                                      | Edward Burgess                                              | Pusey & Jones                          | New York Yacht Club              | Henry C. Haff                                | 2:0   |
| 1887 | Thistle (pretendent)                   | James Bell                                                 | George Lennox Watson                                        | D. & W. Henderson                      | Royal Clyde Yacht Club           | John Barr                                    | 2:0   |
| 1893 | Vigilant (obrońca)                     | Charles Oliver Iselin                                      | Nathanael Greene Herreshoff                                 | Herreshoff Manufacturing Company       | New York Yacht Club              | Nathanael Greene Herreshoff                  | 3:0   |
| 1893 | Valkyrie II (pretendent)               | Windham Thomas Wyndham-Quin                                | George Lennox Watson                                        | D. & W. Henderson                      | Royal Navy Royal Yacht Squadron  | William Cranfield                            | 3:0   |
| 1895 | Defender (obrońca)                     | Charles Oliver Iselin                                      | Nathanael Greene Herreshoff                                 | Herreshoff Manufacturing Company       | New York Yacht Club              | Henry C. Haff                                | 3:0   |
| 1895 | Valkyrie III (pretendent)              | Windham Thomas Wyndham-Quin                                | George Lennox Watson                                        | D. & W. Henderson                      | Royal Navy Royal Yacht Squadron  | William Cranfield                            | 3:0   |
| 1899 | Columbia (obrońca)                     | Charles Oliver Iselin, J.P. Morgan i Edwin Dennison Morgan | Nathanael Greene Herreshoff                                 | Herreshoff Manufacturing Company       | New York Yacht Club              | Charles Barr                                 | 2:0   |
| 1899 | Shamrock I (pretendent)                | Thomas Johnstone Lipton                                    | William Fife Jr.                                            | Thornycroft & Co.                      | Royal Ulster Yacht Club          | Archibald Hogarth                            | 2:0   |
| 1901 | Columbia (obrońca)                     | Charles Oliver Iselin, J.P. Morgan i Edwin Dennison Morgan | Nathanael Greene Herreshoff                                 | Herreshoff Manufacturing Company       | New York Yacht Club              | Charles Barr                                 | 3:0   |
| 1901 | Shamrock II (pretendent)               | Thomas Johnstone Lipton                                    | George Lennox Watson                                        | William Denny & Bros                   | Royal Ulster Yacht Club          | Edward Isaac Sycamore i Robert Wringe        | 3:0   |
| 1903 | Reliance (obrońca)                     | Charles Oliver Iselin                                      | Nathanael Greene Herreshoff                                 | Herreshoff Manufacturing Company       | New York Yacht Club              | Charles Barr                                 | 3:0   |
| 1903 | Shamrock III (pretendent)              | Thomas Johnstone Lipton                                    | William Fife Jr.                                            | William Denny & Bros                   | Royal Ulster Yacht Club          | Robert Wringe                                | 3:0   |
| 1920 | Resolute (obrońca)                     | Henry Walters                                              | Nathanael Greene Herreshoff                                 | Herreshoff Manufacturing Company       | New York Yacht Club              | Charles Francis Adams                        | 3:2   |
| 1920 | Shamrock IV (pretendent)               | Thomas Johnstone Lipton                                    | Charles Ernest Nicholson                                    | Camper & Nicholson                     | Royal Ulster Yacht Club          | William Burton                               | 3:2   |
| 1930 | Enterprise (obrońca)                   | Winthrop Aldrich                                           | W. Starling Burgess                                         | Herreshoff Manufacturing Company       | New York Yacht Club              | Harold Stirling Vanderbilt                   | 4:0   |
| 1930 | Shamrock V (pretendent)                | Thomas Johnstone Lipton                                    | Charles Ernest Nicholson                                    | Camper & Nicholson                     | Royal Ulster Yacht Club          | Ned Heard                                    | 4:0   |
| 1934 | Rainbow (obrońca)                      | Harold Stirling Vanderbilt                                 | William Starling Burgess                                    | Herreshoff Manufacturing Company       | New York Yacht Club              | Harold Stirling Vanderbilt                   | 4:2   |
| 1934 | Endeavour (pretendent)                 | Thomas Octave Murdoch Sopwith                              | Charles Ernest Nicholson                                    | Camper & Nicholson                     | Royal Navy Royal Yacht Squadron  | Thomas Octave Murdoch Sopwith                | 4:2   |
| 1937 | Ranger (obrońca)                       | Harold Stirling Vanderbilt                                 | W. Starling Burgess i Olin J. Stephens                      | Bath Iron Works                        | New York Yacht Club              | Harold Stirling Vanderbilt                   | 4:0   |
| 1937 | Endeavour II (pretendent)              | Thomas Octave Murdoch Sopwith                              | Charles Ernest Nicholson                                    | Camper & Nicholson                     | Royal Navy Royal Yacht Squadron  | Thomas Octave Murdoch Sopwith                | 4:0   |
| 1958 | Columbia (obrońca)                     | Henry Sears                                                | Sparkman & Stephens                                         | Nevins                                 | New York Yacht Club              | Briggs Cunningam                             | 4:0   |
| 1958 | Sceptre (pretendent)                   | Hugh Goodson                                               | David Boyd                                                  | Alex Robertson & Sons                  | Royal Navy Royal Yacht Squadron  | Graham Mann                                  | 4:0   |
| 1962 | Weatherly (obrońca)                    | H. Mercer, A. Frese i C. Walsh                             | Philip Rhodes                                               | Luders                                 | New York Yacht Club              | Bus Mosbacher                                | 4:1   |
| 1962 | Gretel (pretendent)                    | Frank Packer                                               | Alan Payne                                                  | Lars Halvorsen                         | Royal Sydney Yacht Squadron      | Jock Sturrock                                | 4:1   |
| 1964 | Constellation (obrońca)                | Walter Gubelman                                            | Sparkman & Stephens                                         | Minneford                              | New York Yacht Club              | Robert Bavier i Eric Ridder                  | 4:0   |
| 1964 | Sovereign (pretendent)                 | J. A. J. Boyden                                            | David Boyd                                                  | Alex Robertson & Sons                  | Royal Thames Yacht Club          | Peter Scott                                  | 4:0   |
| 1967 | Intrepid (obrońca)                     | Intrepid Syndicate                                         | Sparkman & Stephens                                         | Minneford                              | New York Yacht Club              | Bill Ficker                                  | 4:0   |
| 1967 | Dame Pattie (pretendent)               | E. Christiensen                                            | Warwick Hood                                                | William Barnett                        | Royal Sydney Yacht Squadron      | Jock Sturrock                                | 4:0   |
| 1970 | Interpid (obrońca)                     | Interpid Syndicate                                         | Sparkman & Stephens                                         | Minneford                              | New York Yacht Club              | Bill Ficker                                  | 4:1   |
| 1970 | Gretel II (pretendent)                 | Frank Packer                                               | Alan Payne                                                  | William Barnett                        | Royal Sydney Yacht Squadron      | Jim Hardy                                    | 4:1   |
| 1974 | Courageous (obrońca)                   | Courageous Syndicate                                       | Sparkman & Stephens                                         | Minneford                              | New York Yacht Club              | Robert Bavier                                | 4:0   |
| 1974 | Southern Cross (pretendent)            | Alan Bond                                                  | Bob Miller                                                  | Halvorsen                              | Royal Perth Yacht Club           | Johan Cuneo                                  | 4:0   |
| 1977 | Courageous (obrońca)                   | Kings Point Fund Inc.                                      | Sparkman & Stephens                                         | Minneford                              | New York Yacht Club              | Ted Turner                                   | 4:1   |
| 1977 | Australia (pretendent)                 | Alan Bond                                                  | Bob Miller i Johan Valentijn                                | William Barnett                        | Royal Perth Yacht Club           | Noel Robins                                  | 4:1   |
| 1980 | Freedom (obrońca)                      | Fort Schuyler Fundation                                    | Sparkman & Stephens                                         | Minneford                              | New York Yacht Club              | Dennis Conner                                | 4:1   |
| 1980 | Australia (pretendent)                 | Alan Bond                                                  | Bob Miller i Johan Valentijn                                | William Barnett                        | Royal Perth Yacht Club           | Jim Hardy                                    | 4:1   |
| 1983 | Australia II (pretendent)              | Alan Bond                                                  | Ben Lexcen                                                  | Stephen Ward                           | Royal Perth Yacht Club           | John Bertrand                                | 4:3   |
| 1983 | Liberty (obrońca)                      | Fort Schuyler Fundation                                    | Johan Valentijn                                             | Newport Offshore                       | New York Yacht Club              | Dennis Conner                                | 4:3   |
| 1987 | Stars & Stripes '87 (pretendent)       | Sail America                                               | B. Chance, P. Nelson i D. Pedric                            | Goetz Custom Boats                     | San Diego Yacht Club             | Dennis Conner                                | 4:0   |
| 1987 | Kookaburra III (obrońca)               | Taskforce 1987                                             | Ian Murray i John Swarbrick                                 | Perry Boat Builders                    | Royal Perth Yacht Club           | Ian Murray                                   | 4:0   |
| 1988 | Stars & Stripes '88 (obrońca)          | Sail America                                               | Marschall, Chance Hubbard Maclane, Morelli i Nelson Nivelt  | Scales Composites                      | San Diego Yacht Club             | Dennis Conner                                | 2:0   |
| 1988 | New Zealand (pretendent)               | Mercury Bay                                                | Farr, Bowler i Schnackenberg                                | Bruce Farr & Associates                | Mercury Bay Boating Club         | David Barnes                                 | 2:0   |
| 1992 | America³ (obrońca)                     | America                                                    | Dough Peterson, Meldner, Milgram, Pugh, Reichel i Moeyerson | Hercules Aerospace, Eric Goetz         | San Diego Yacht Club             | Buddy Melges i Bill Koch                     | 4:1   |
| 1992 | Il Moro di Venezia (pretendent)        | Compagnia della Vela di Venezia                            | Frers, Hopkins i Sena                                       | Tencara (Montedison)                   | Compagna della Vela              | Paul Cayard                                  | 4:1   |
| 1995 | Black Magic (pretendent)               | Team New Zealand                                           | Dough Peterson i Lawrie Davidson                            | McMullen & Wing                        | Royal New Zealand Yacht Squadron | Russell Coutts                               | 5:0   |
| 1995 | Young America (obrońca)                | Team Dennis Conner                                         | Bruce Nelson                                                | Eric Goetz                             | San Diego Yacht Club             | Dennis Conner                                | 5:0   |
| 2000 | Black Magic (obrońca)                  | Team New Zealand                                           | Lawrie Davidson i C. Oliver                                 | Cookson Boats                          | Royal New Zealand Yacht Squadron | Russell Coutts i Dean Barker                 | 5:0   |
| 2000 | Luna Rossa (pretendent)                | Prada                                                      | Dough Peterson, G. Frers i D. Egan                          | Prada/Green Marine                     | Yacht Club Punta Ala             | Francesco de Angelis                         | 5:0   |
| 2003 | Alinghi (pretendent)                   | Alinghi Challenge                                          | Rolf Vrolijk i Grant Simmer                                 | Décision SA                            | Société Nautique de Genève       | Russell Coutts                               | 5:0   |
| 2003 | Black Magic (obrońca)                  | Team New Zealand                                           | Mike Drummond i Clay Oliver                                 | North Shore Boatbuilders Cookson Boats | Royal New Zealand Yacht Squadron | Dean Barker                                  | 5:0   |
| 2007 | Alinghi (obrońca)                      | Team Alinghi                                               | Rolf Vrolijk i zespół                                       | Décision SA                            | Société Nautique de Genève       | Brad Butterworth                             | 5:2   |
| 2007 | New Zealand (pretendent)               | Emirates Team New Zealand                                  | Andy Claughton i zespół                                     | North Shore Boatbuilders Cookson Boats | Royal New Zealand Yacht Squadron | Dean Barker                                  | 5:2   |
| 2010 | USA (pretendent)                       | BMW-Oracle Racing                                          | Van Peterghem, Lauriot Prévost, Mike Drummond               | Core Builders, Anacortes, WA, USA      | Golden Gate Yacht Club           | James Spithill                               | 2:0   |
| 2010 | Alinghi 5 (obrońca)                    | Team Alinghi                                               | Rolf Vrolijk i zespół                                       | Décision SA                            | Société Nautique de Genève       | Ernesto Bertarelli                           | 2:0   |
| 2013 | Oracle Team USA (obrońca)              | Oracle Team USA                                            |                                                             |                                        | Golden Gate Yacht Club           | James Spithill                               | 9:8   |
| 2013 | Emirates Team New Zealand (pretendent) | Emirates Team New Zealand                                  |                                                             |                                        | Royal New Zealand Yacht Squadron | Dean Barker                                  | 9:8   |
| 2017 | Oracle Team USA (obrońca)              | Oracle Team USA                                            |                                                             |                                        | Golden Gate Yacht Club           | James Spithill                               | 1:7   |
| 2017 | Emirates Team New Zealand (pretendent) | Emirates Team New Zealand                                  |                                                             |                                        | Royal New Zealand Yacht Squadron | Peter Burling                                | 1:7   |
| 2021 | Te Rehutai (obrońca)                   | Emirates Team New Zealand                                  |                                                             |                                        | Royal New Zealand Yacht Squadron | Peter Burling                                | 7:3   |
| 2021 | Luna Rosa (pretendent)                 | Prada Pirelli Team                                         |                                                             | Persico Marine                         | Circolo Della Vela Sicilia       | Francesco Bruni & James Spithill             | 7:3   |
| 2024 | Taihoro (obrońca)                      | Emirates Team New Zealand                                  |                                                             |                                        | Royal New Zealand Yacht Squadron | Peter Burling                                | 7:2   |
| 2024 | Britannia (pretendent)                 | INEOS Britannia                                            |                                                             |                                        | Royal Yacht Squadron             | Ben Ainslie                                  | 7:2   |